# Вулиця А. Г. Таммсааре
Вулиця А. Х. Таммсааре, також Таммсааре тее (ест. A. H. Tammsaare tee) — вулиця в районах Кесклінн, Крістійне і Мустамяє міста Таллінн, столиці Естонії.

## Географія
Загальний напрямок вулиці — з південного сходу на північний захід. Проходить через мікрорайони Ярве, Кітсекюла, Тонді, Сяезе, Мустамяє, Сійлі, Кадака.
Починається в районі Кесклінн біля перехрестя Пярнуського шосе і вулиці Ярвевана, проходить під віадуком залізниці Таллінн — Кейла між залізничними зупинками «Тонді» і «Ярве», перетинається з вулицями Тонді, Рахумяе, Нимме, Ретке, бульваром Сипрузе, вулицями Кійлі, Сіпельга, Мустамяє та Лакі. Закінчується на перетині з вулицями Ехітаяте та Кадака. Протяжність — 3,669 км.

## Історія
Улиця, побудована 1966 року, отримала назву на честь письменника А. Г. Таммсааре. Раніше починалася від вулиці Тонді. 1996 року вулицю подовжено до вулиці Ярвевана.
У 1993—1998 роках на території сучасного торгового центру «Мустіка» (Mustika keskus) працював ринок «Кадака».

### Історичні будівлі

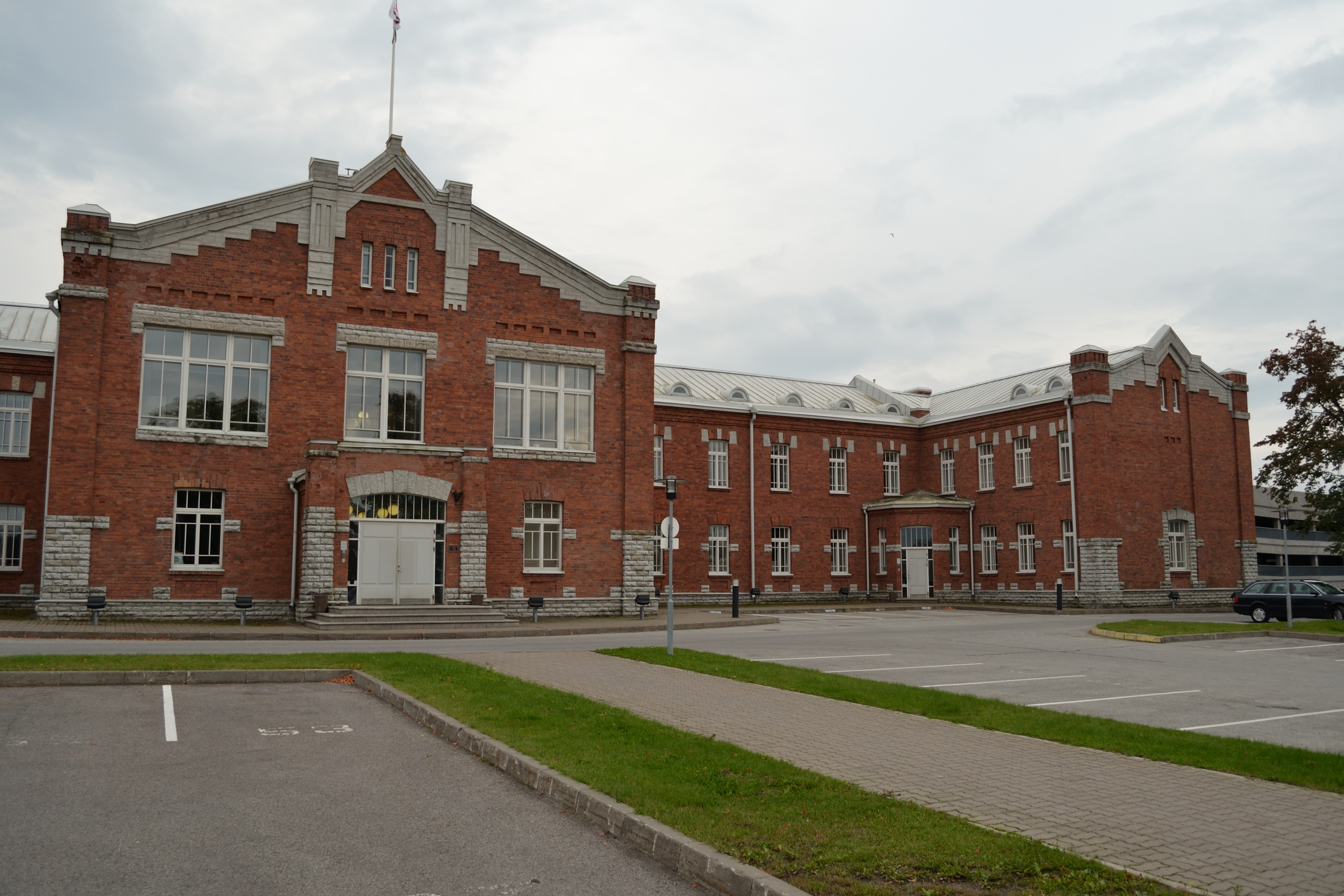
Штабна будівля військового містечка Тонді

На вулиці розташовані будівлі військового містечка Тонді, побудовані в 1915—1916 роках. Чотири з них внесено до Державного регістру пам'яток культури Естонії:
- штабна будівля, Tammsaare tee 25[5];
- їдальня, Tammsaare tee 64[6];
- лазня та караульна будівля, Tammsaare tee 56, 58[7].

### Парки

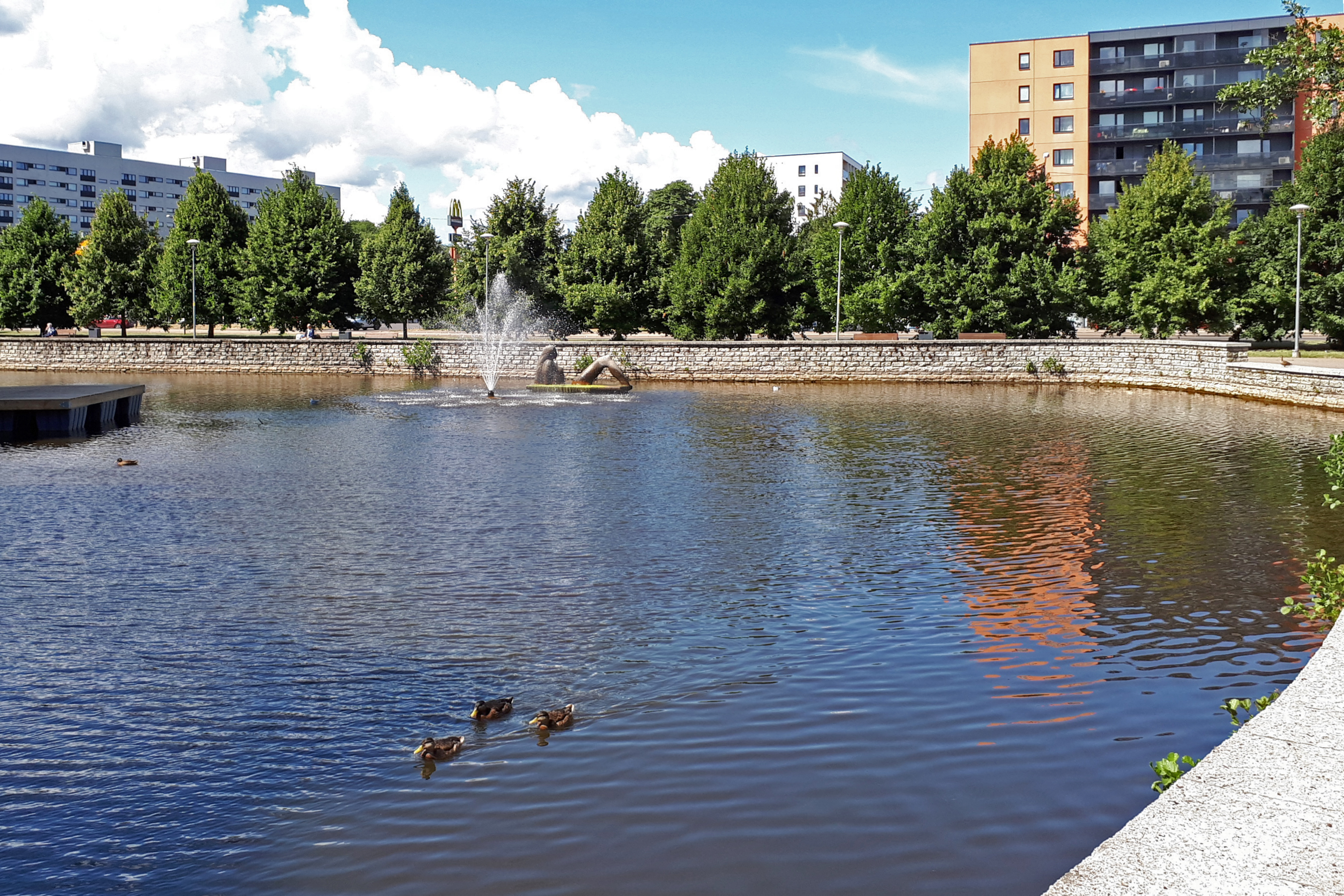
Парк Пардітійгі

Біля вулиці розташовані парки Тондімийза (стара назва — парк Дунтені) та Пардітійгі (зупинка громадського транспорту Retke tee), недалеко лежить парк Лепістіку.
Площа парку Тондімийза становить 4,6 га, він розташований між вулицями Тонді, Таммсааре та Нимме. Парк прикрашає алея лип та каштанів. тут споруджено дитячий майданчик та прогулянковий майданчик для собак.
Площа парку Пардітійгі (з ест. «Парк качиного ставка») становить 5,9 га, він розташований між вулицями Нимме й Таммсааре та бульваром Сипрузе. У парку є ставок, який заселила велика колонія крижнів. Ставок прикрашає фонтан та скульптура Тауно Кангро «Мустамяйська красуня». Прокладено доріжки, встановлено лавки, проведено освітлення, є дитячий майданчик. 2018 року на оновлення парку витрачено 380 000 євро. 2003 року на впорядкування парку витрачено близько 5—10 млн крон.
Парк Лепістіку (у приблизному перекладі «Вільховий») реконструйовано 2003 року: оновлено доріжки, встановлено лавки, проведено освітлення. У парку росте переважно чорна вільха, і протікають джерела Лепасалу, що від 1992 року охороняються державою.

## Громадський транспорт
Вулицею проходять маршрути міських автобусів № 10, 12, 13, 20, 20А, 26, 26А, 27, 28, 33, 37, 45 та 61.

## Установи та підприємства

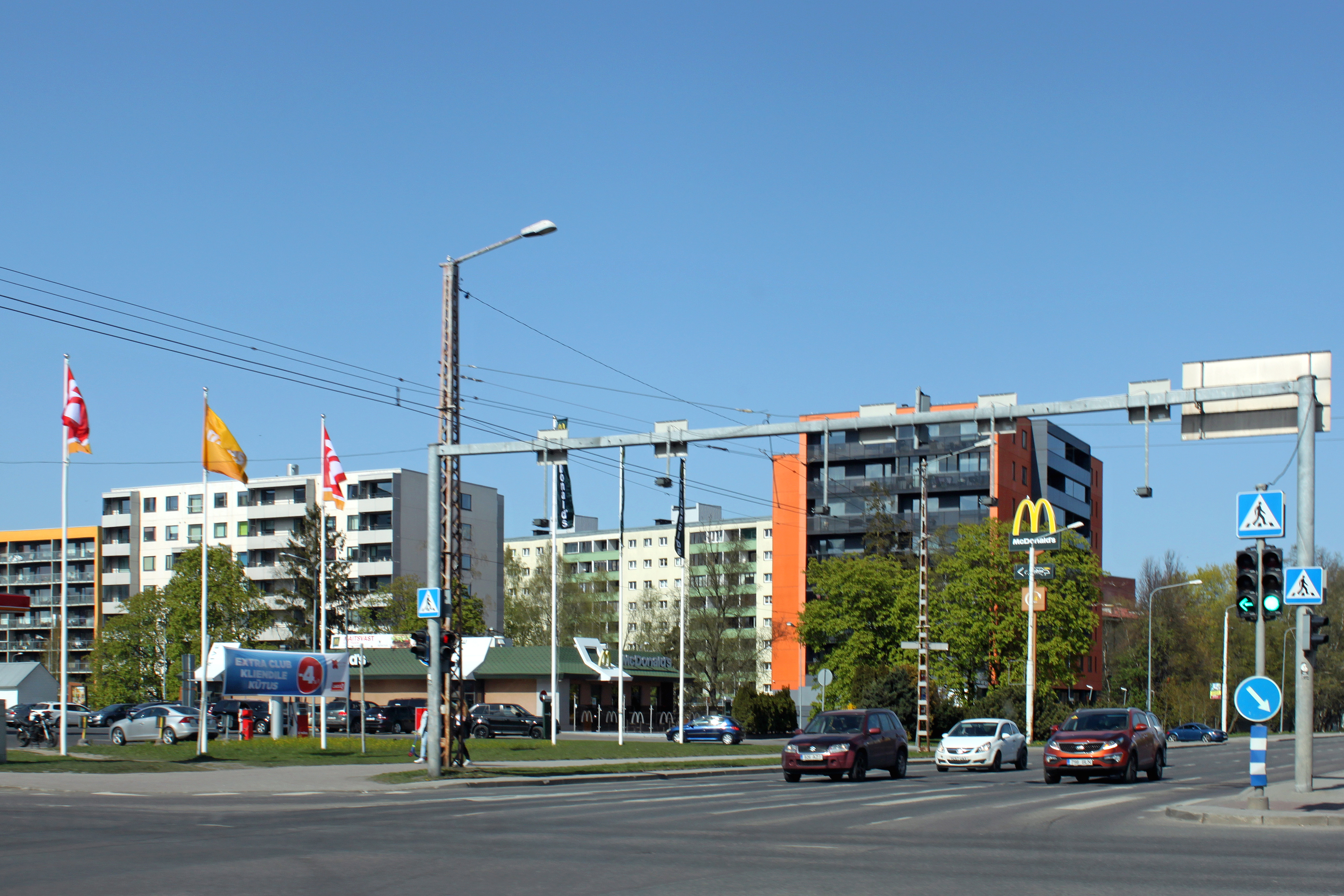
«Макдональдс» на вулиці Таммсааре

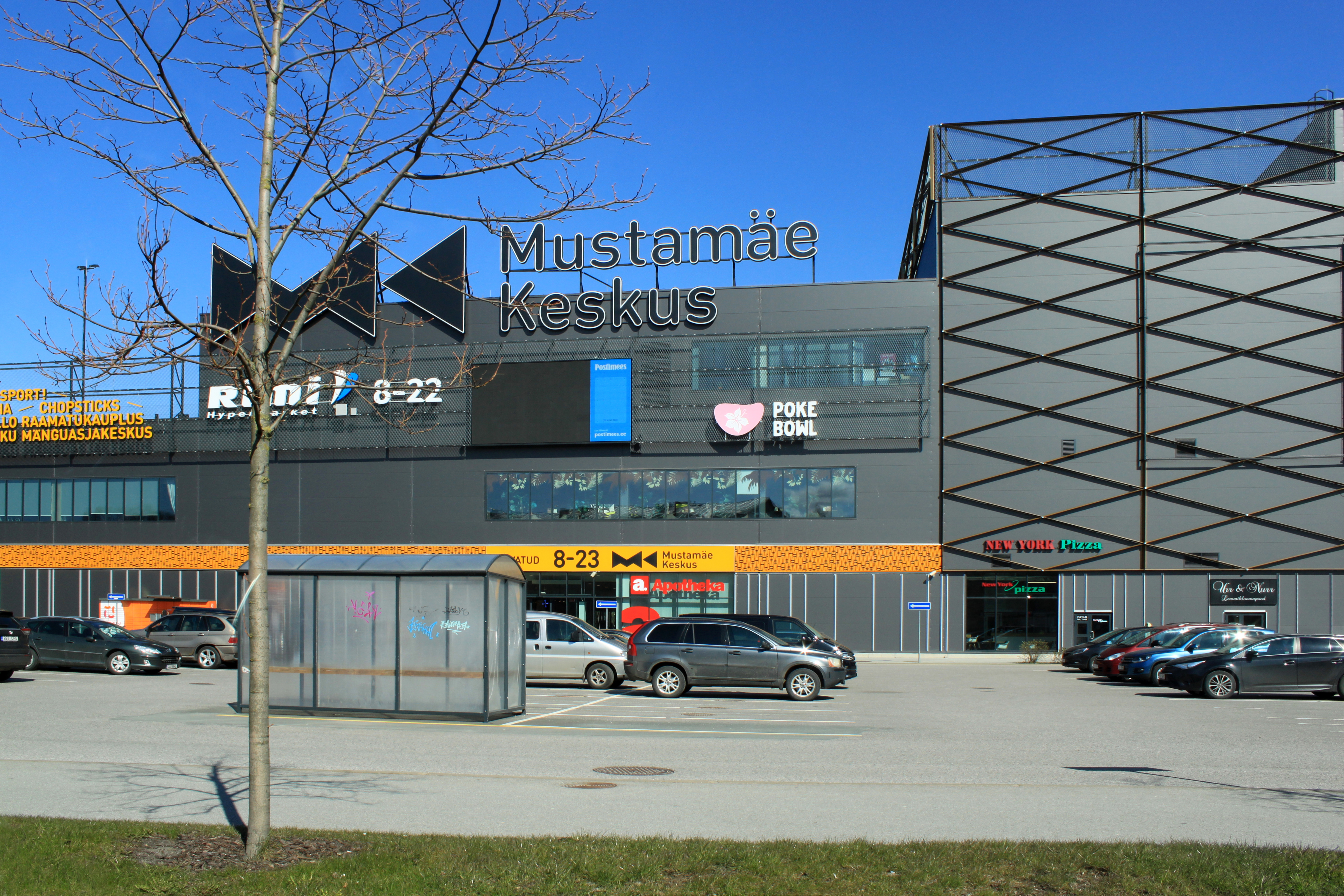
Торгово-розважальний центр «Мустамяє»

- Будинок 47 — бізнес-центр «Tammsaare ärikeskus» .
- Будинок 49 — будівельний магазин "K-Rauta"[fi] .
- Будинок 51 — автомобільний магазин «Viking Motors».
- Будинок 62 — супермаркет торгової мережі «Selver».
- Будинок Таммсааре 76 / бульвар Сипрузе. 200b — ресторан швидкого харчування «McDonald's».
- Будинок 90А — ресторан швидкого харчування «Hesburger».
- Будинок 93 — супермаркет «Grossi»[et].
- Будинок 94 — супермаркет «Maxima X».
- Будинок 104А — торгово-розважальний центр «Mustamäe Keskus»:
  - кінотеатр «Apollo Kino»;
  - книгарня «Apollo»;
  - гіпермаркет «Hiper Rimi»[et];
  - спортклуб «MyFitness»;
  - ресторан-бістро «LIDO».
- Будинок 115 — дитячий садок «Sinilind».
- Будинок 116 — торговий центр «Mustikas»[et].
- Будинок 133 — супермаркет «Maxima XX» (колишній торговий центр ABC-4[ru].
- Будинок 145 — Талліннська Мустамяйська гуманітарна гімназія.
- Будинок 147 — Талліннська економічна школа[et].
- Будинок 147С — Центр пляжного волейболу.

Вулиця А. Г. Таммсааре
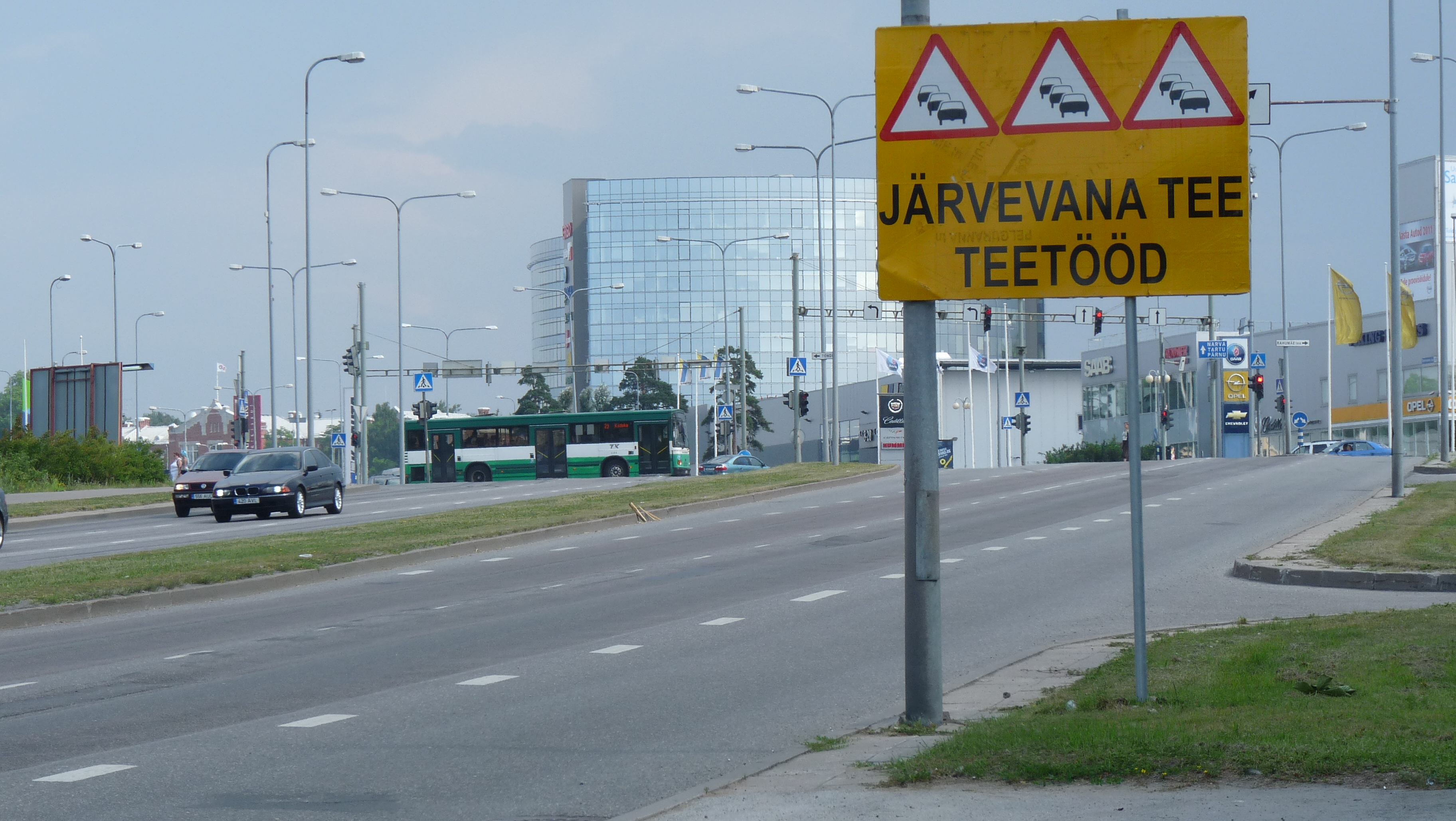
Вулиця в районі Крістійне
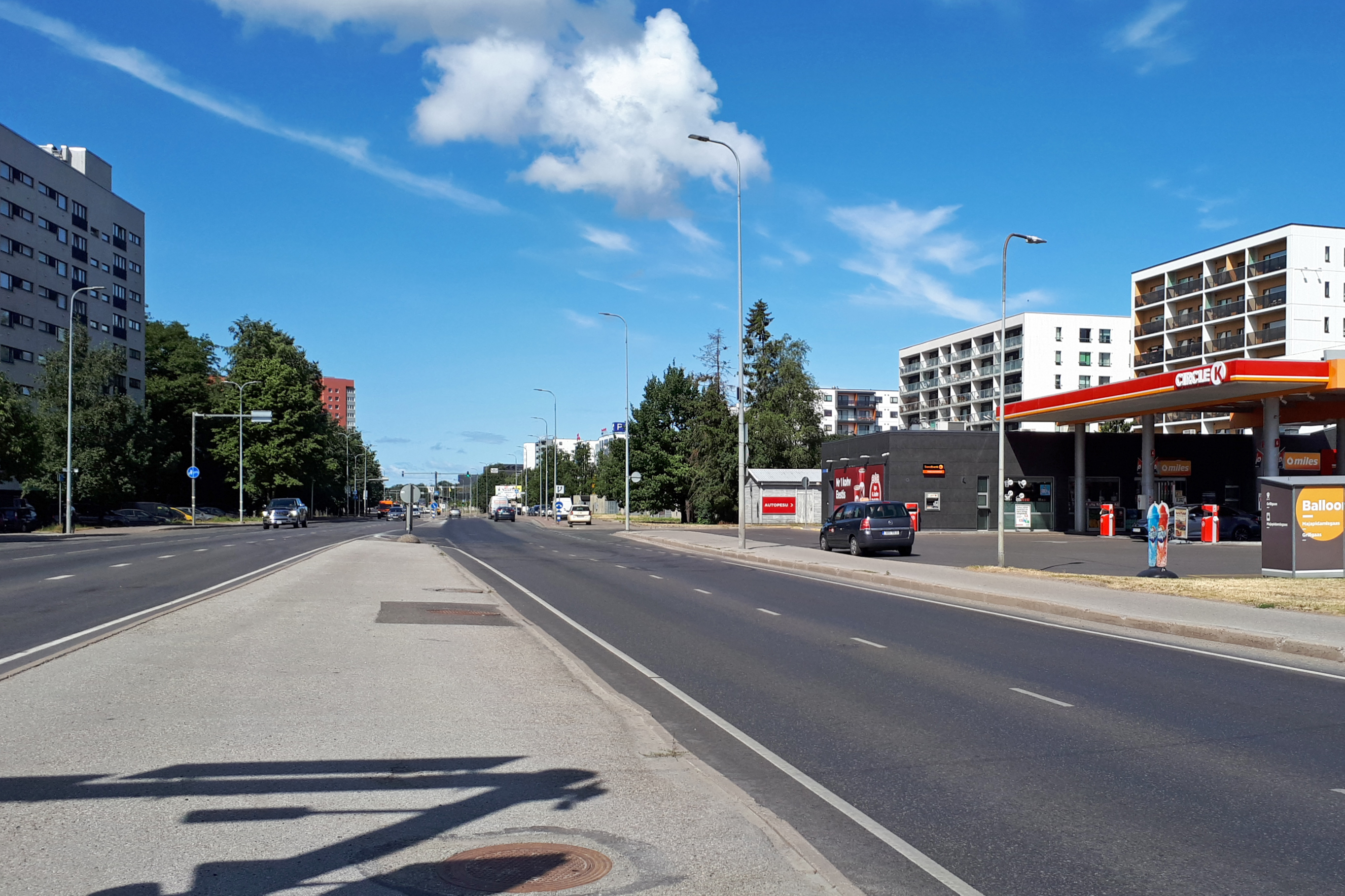
Вулиця Таммсааре після перехрестя з бульваром Сипрузе
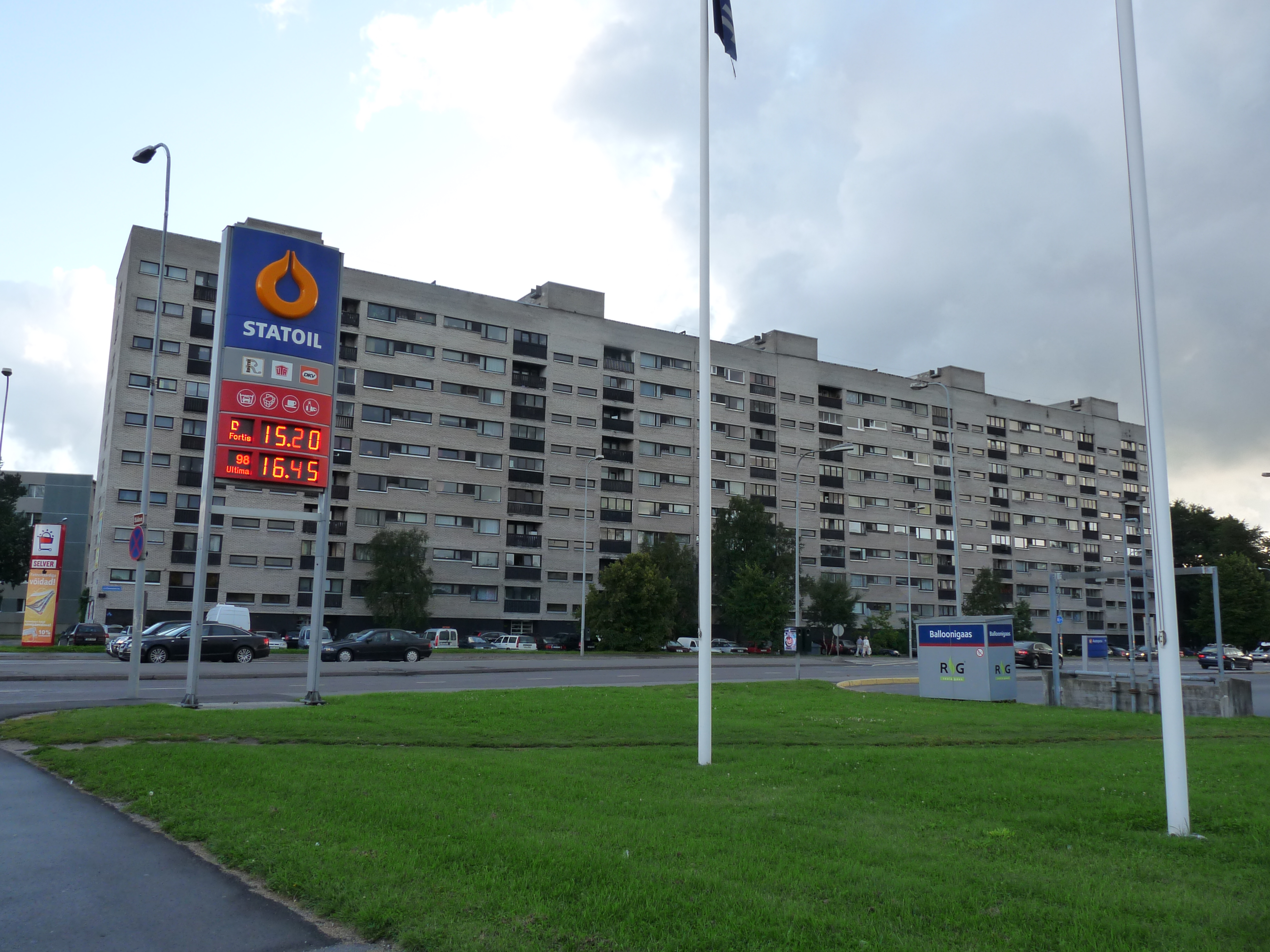
Будинок 77
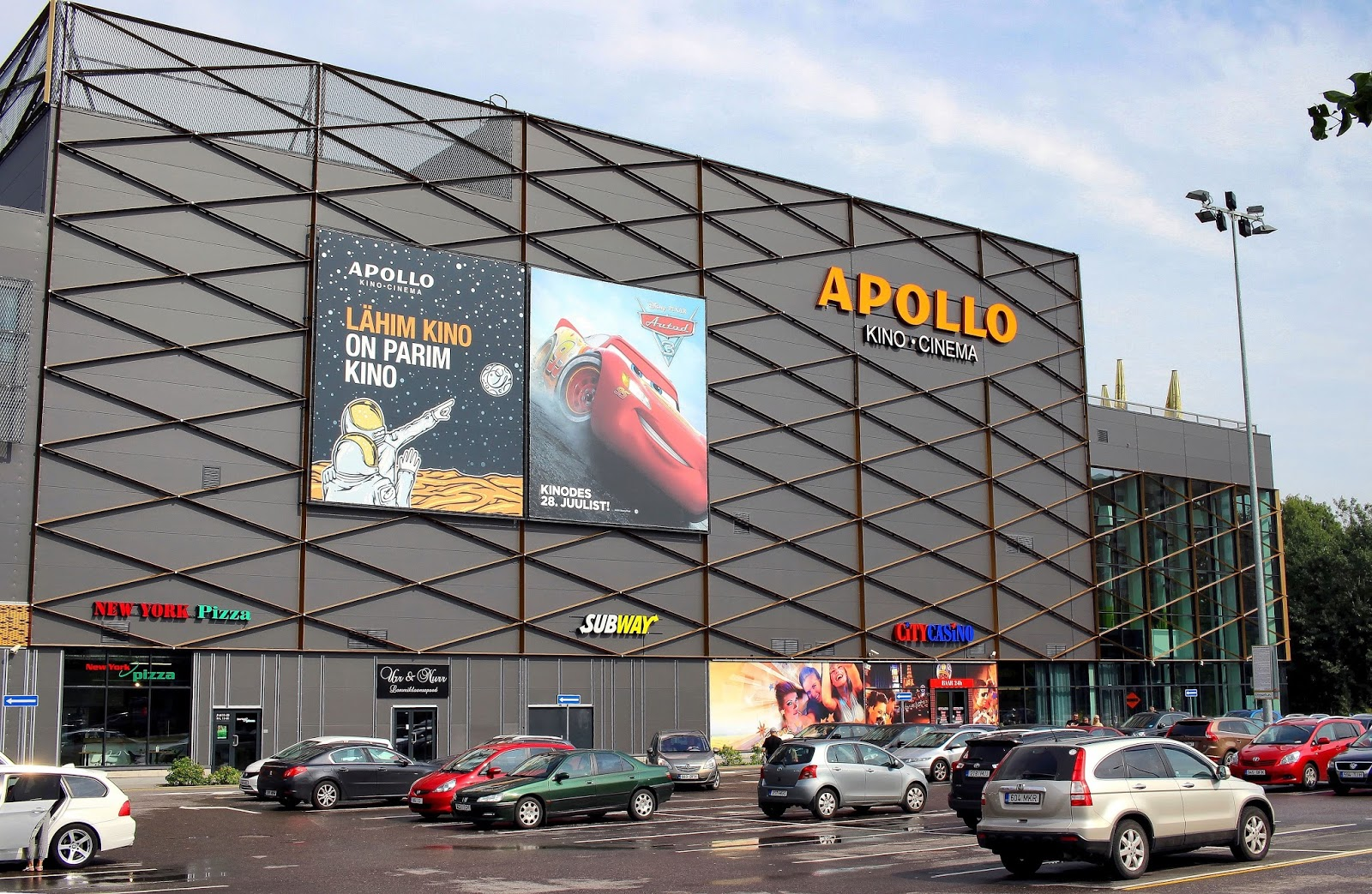
Кінотеатр "Apollo Kino"